# 道立自然公園野幌森林公園
道立自然公園野幌森林公園（どうりつしぜんこうえんのっぽろしんりんこうえん）は、北海道江別市・札幌市・北広島市にある公園（道立自然公園）。
3市にまたがる野幌丘陵にあり、大都市近郊でまとまった面積の森林（平地林）が残されているのは日本国内でも数少ない。公園内のおよそ8割が国有林で、鳥獣保護区にもなっている。1977年（昭和52年）には昭和天皇在位50周年を記念して「昭和の森」に指定された。公園内には遊歩道があり、自然観察や森林浴を楽しむことができる。歩くスキー（クロスカントリースキー）コースの標識が常設されており、冬には整備されたコースが常時利用可能になるが、管理者はスキー専用ではないとの立場をとっている。

## 歴史
1873年（明治6年）、北海道開拓使によって現在のおよそ2倍の面積となる4,106ヘクタールが官林に指定。1885年（明治18年）に屯田兵の野幌兵村が置かれると、民間の開拓もあって伐採と開墾が進んだ。1890年（明治23年）には皇室財産の御料林となり（1894年（明治27年）御料林解除）、1895年（明治28年）には禁伐林に指定されたが、1899年（明治32年）に町村制が敷かれると北海道庁から江別・広島・白石に官林を分割払い下げする方針が発表された。すると、野幌官林を水源涵養や風防にしてため池を作り、数百町歩の水田を開拓していた北越殖民社指導者の関矢孫左衛門らが反発し、北海道長官への陳情の末にこれを阻止した。1908年（明治41年）に国有林となり、3,427ヘクタールが野幌林業試験場の試験林となった。1909年（明治42年）に禁伐は解除されたが、1921年（大正10年）に322ヘクタールが野幌原始林の名で「天然記念物」に指定された。
太平洋戦争の最中は防空などのために森林が伐採され、終戦後は復員した軍人などが無断で入植して開墾した結果、2,198ヘクタールが農地として解放されることになった。1951年（昭和26年）に第2回『北海道植樹祭』が開催された。以後、森林内の国有林、道有地で複数回開催している。野幌原始林は1952年（昭和27年）に「特別天然記念物」となったが、1954年（昭和29年）の洞爺丸台風により大きな被害を受けて復旧保存が困難となり、1959年（昭和34年）に千歳線以北部分の指定が解除され、1962年（昭和37年）には千歳線以南の一部を除いて指定解除となった。現在、特別天然記念物に指定されているのは、野幌森林公園外の国有林（北広島市西の里）の3か所39.7ヘクタールのみである。
1966年（昭和41年）、北海道百年記念事業の一環として野幌に記念公園と記念地区を設けることを決定し、1968年（昭和43年）までに林内の民有地297ヘクタールを買収するとともに「道立自然公園」の指定及び公園計画を策定。1970年（昭和45年）には北海道百年記念塔、1971年（昭和46年）には北海道開拓記念館（現在の北海道博物館）、1983年（昭和58年）には北海道開拓の村がオープンした。
2004年9月の平成16年台風第18号では大きな風倒被害を受けた。石狩地域森林ふれあい推進センターが中心となり、市民と協働して自然林を再生させる「野幌森林再生プロジェクト」を実施している。

### 年表
- 1873年（明治04年）、官林に設定。
- 1890年（明治23年）、宮内省所管の御料林となる。
- 1894年（明治27年）、御料林が解除。
- 1908年（明治41年）、北海道庁所管の国有林となり、野幌林業試験場所属試験林となる。
- 1921年（大正10年）、国の「天然紀念物」指定[7]。
- 1933年（昭和08年）、野幌林業試験場が北海道林業試験場と改称。
- 1936年（昭和11年） - 昭和天皇が行幸[11]。
- 1945年（昭和20年）、2,053ヘクタール、115戸が入植。
- 1947年（昭和22年）、北海道林業試験場が帝室林野局北海道林業試験場と合同して林業試験場札幌支場となる。
- 1952年（昭和27年）、「特別天然記念物」指定[9]。
- 1953年（昭和28年）、林業試験場札幌支場が北海道支場と改称し札幌市豊平へ移転[12]。
- 1959年（昭和34年）、特別天然記念物の指定を一部解除[9]。
- 1962年（昭和37年）、特別天然記念物の指定を一部解除[9]。
- 1968年（昭和43年）、北海道が「道立自然公園」指定。
- 1969年（昭和44年）、林野庁により国有林部分が「自然休養林」指定[13]。
- 1970年（昭和45年）、北海道百年記念塔完成。
- 1971年（昭和46年）、北海道開拓記念館開館。
- 1977年（昭和52年）、「昭和の森」に指定[5]。
- 1983年（昭和58年）、北海道開拓の村開村。
- 1986年（昭和61年）、林野庁ほか森林文化協会により「森林浴の森100選」選定[14]。
- 2001年（平成13年）、自然ふれあい交流館開館[15]。
- 2015年（平成27年） - 北海道開拓記念館と北海道立アイヌ民族文化研究センターが統合した北海道博物館開館[16]。
- 2023年（令和5年） - 北海道百年記念塔解体完了
- 2023年（令和5年）9月18日 - 公園内に初めてヒグマ注意報が発出（注意報等の制度は前年より北海道庁が始めたもの）[17]。

## 自然
森林は、自然林（天然林）と人工林からなり、自然林は落葉広葉樹と常葉針葉樹が混生する混交林となっている。太さが1mを越える大木も多く、大都市近郊で原生的な森林が残されている。ミズナラ、カツラ、シナノキなどの温帯性の広葉樹林、トドマツを主体とする亜寒帯性の針葉樹林などが交じっている。樹木がほとんどない草地は、かつて人が森を切り開いて畑にした後に耕作を止めてできた人工的な草原である。人の手を離れたことで草原性の野鳥や昆虫を見ることができる。
動物は、キツネ、タヌキ、ユキウサギ、エゾリス、エゾモモンガ、ヒメネズミなどの哺乳動物が生息しており、また、天然記念物のクマゲラをはじめ、フクロウ、オオルリ、キビタキ、シマエナガ（エナガ）、シジュウカラ、アカゲラなどの野鳥を見ることができる。オオルリオサムシ（オサムシ）、ゲンゴロウ（ゲンゴロウ類）などの稀少な昆虫や、エゾハルゼミ、ミヤマクワガタなどの昆虫も見ることができる。

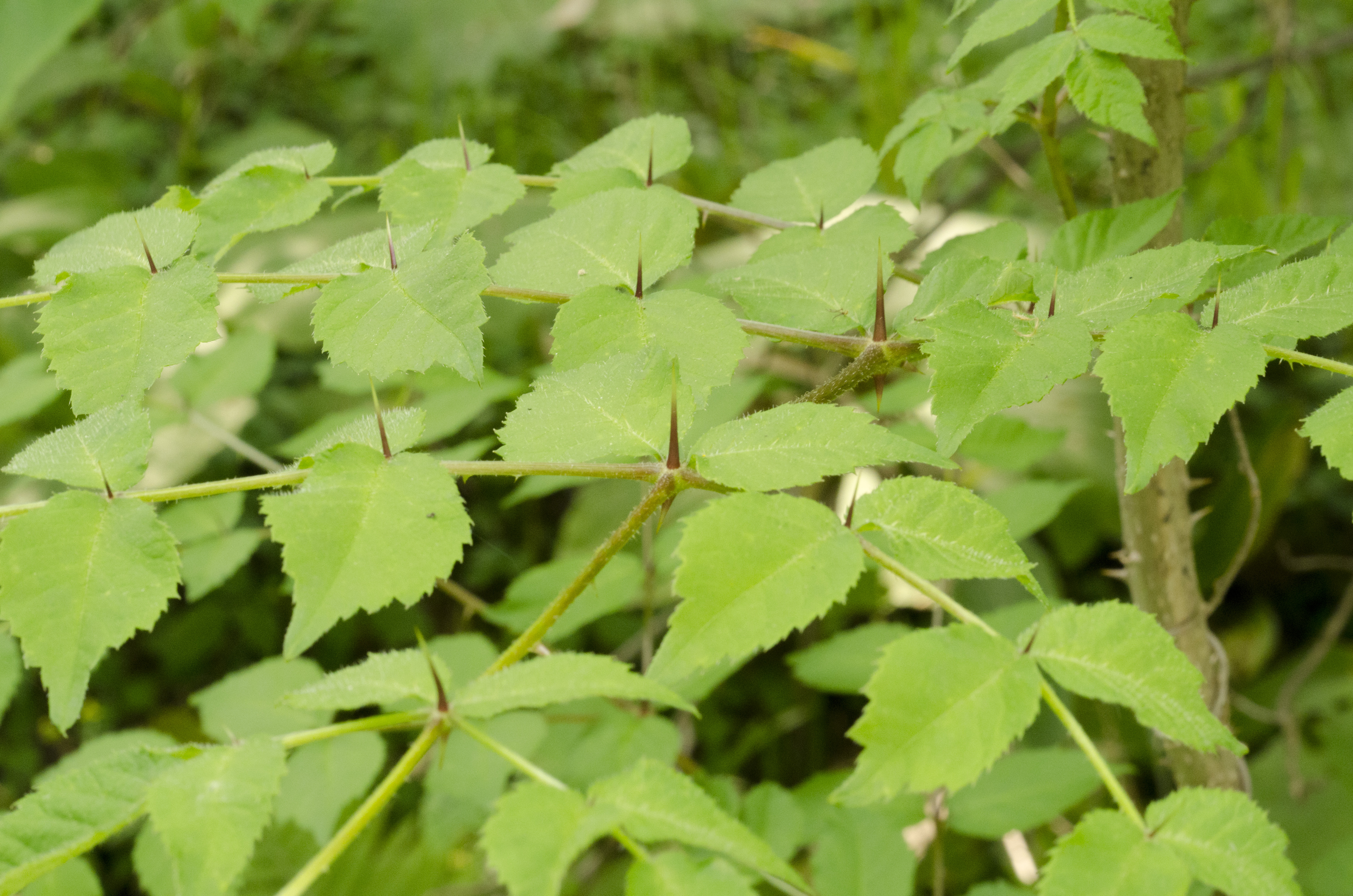
タラノキ（2011年6月）
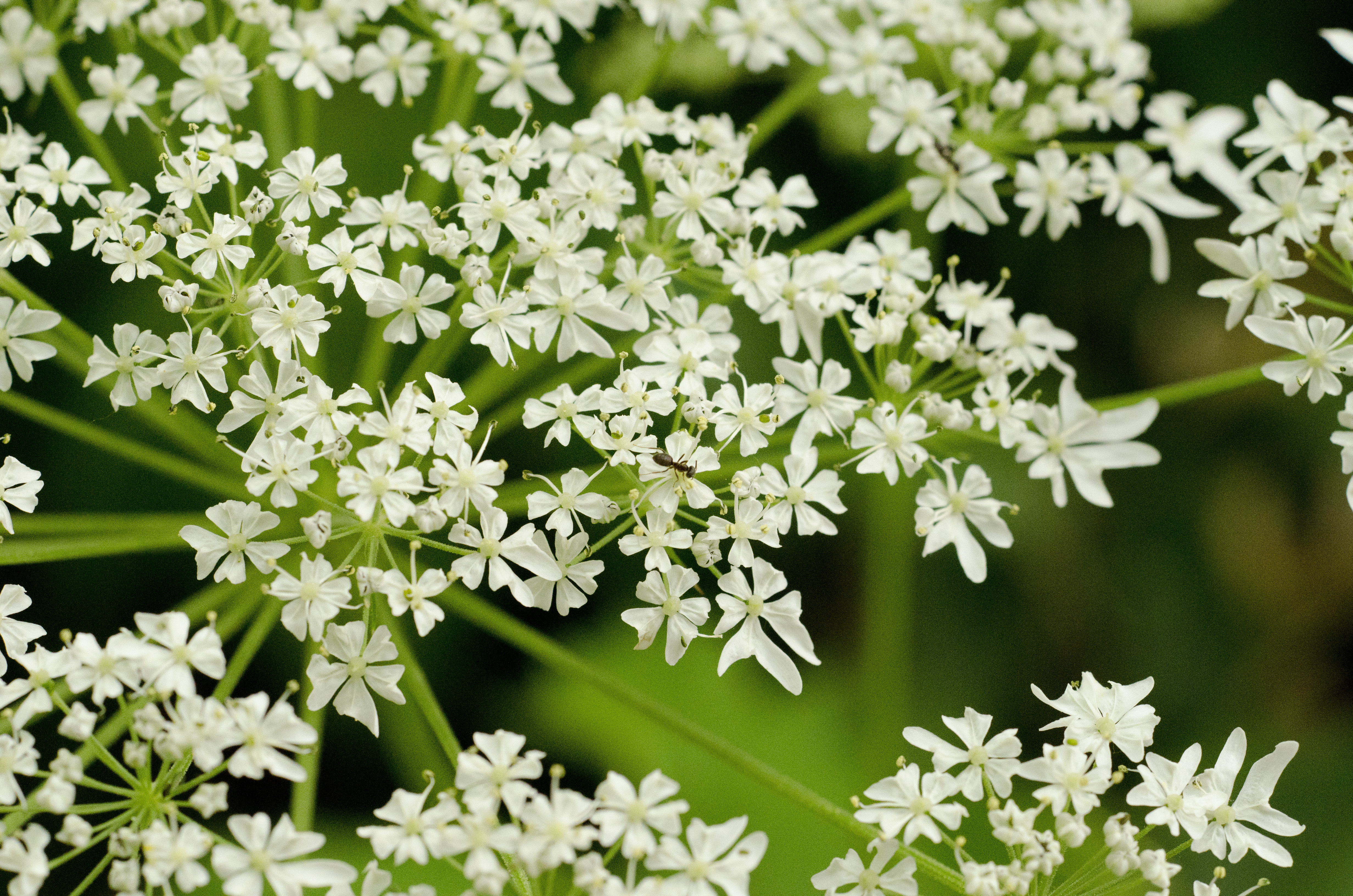
オオハナウド（2011年6月）

## 瑞穂池

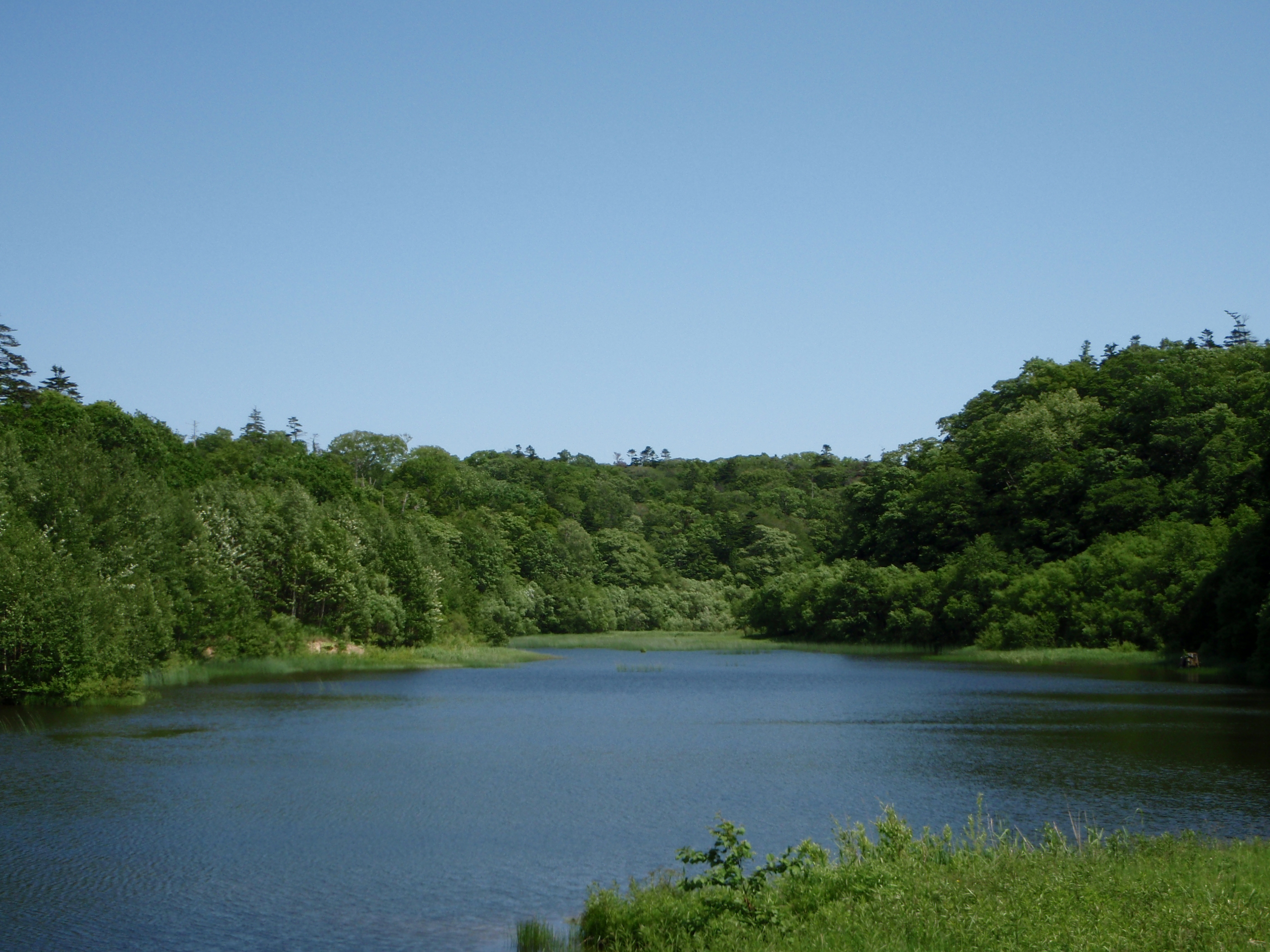
瑞穂池（2008年6月）

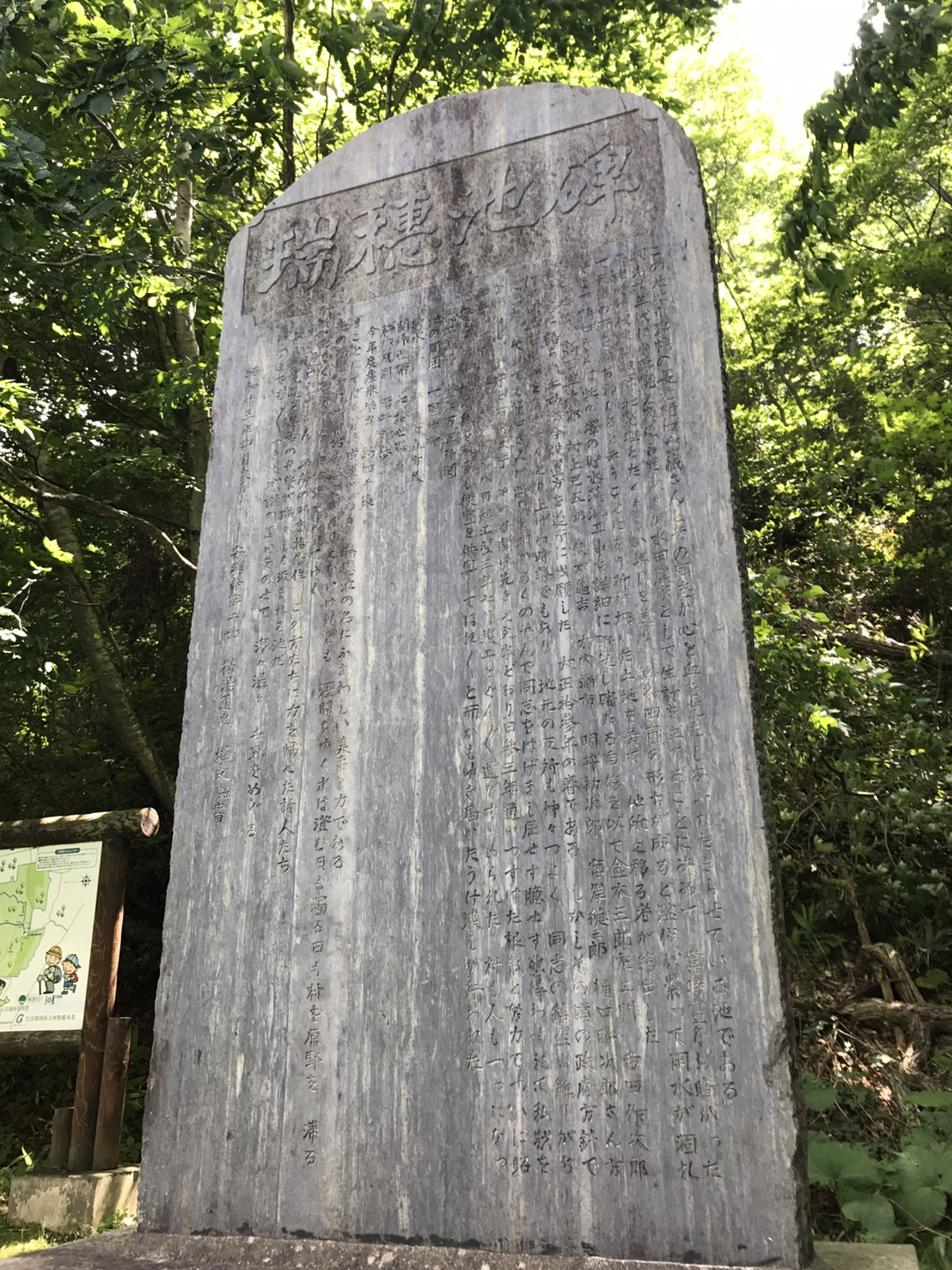
瑞穂池碑
（2017年8月）

公園内には、小さな沢やそれを堰き止めて作られたため池が複数ある。沢の水は雨や雪が地下に浸透したもので1年中涸れることはなく、木陰によって夏季に水温が高くならないように守っている。その中の1つである瑞穂の池（瑞穂池）は、明治の入植者により始められた水田耕作において従来の堀井戸では足りずに水不足で収穫できなくなったことにより、1924年（大正13年）に貯水池の造成が計画された。1927年（昭和2年）に土工組合の許可がおり、1928年（昭和3年）に周囲約4キロメートル、貯水量170万立方メートルが完成し、実り豊かな水田を願って「瑞穂の池」と命名した。
1955年（昭和30年）に老朽化のため決壊したが、1957年（昭和32年）に地域の協力により復旧した。1972年（昭和47年）に貯水池としての役割を終えたが、そのまま公園の池として残されることになった。

## 遊歩道
「遊歩道マップ」参照。
桂コース
大沢コース分岐 - 大沢園地 (1.7km)。カツラの大木が沢沿いに見られ、四季を通じて多くの野鳥を見ることができる。
大沢コース
大沢口 - 大沢園地 (1.9km)。トドマツの人工林、常緑低木のハイイヌガヤ、カツラ、ハルニレ、ハリギリなどが見られる。
エゾユズリハコース
大沢コース分岐 - 志文別線分岐 (1.2km)。カツラの大木をはじめ、ヤチダモやヤドリギのついた木が見られる。
四季美コース
志文別線分岐 - 大沢園地 (1.9km)。天然林と人工林が入り交じる平坦なコース。春にはミズバショウやキタコブシ（コブシ）などが見られ、大沢の池では水鳥を見ることができる。
志文別線
大沢コース分岐 - 登満別園地 (3.7km)。トウヒやカラマツなどの人工林、ドロノキ、ヤチダモなどの天然林、オニグルミなど様々な樹木を見ることができる。また、国有林の「学びの森」として3本の観察コースが整備されている。
モミジコース (3.7km)
多様な樹種が生育している天然林。
カラマツコース (1.6km)
明治時代に植えられた針葉樹の大木や原の池をめぐることができる。
エゾマツコース (2.2km)
ゆるやかな起伏のある沢沿いのコースで、天然林と大正時代に植えられたヒノキやヒバ、広葉樹の人工林などが見られる。
ふれあいコース
自然ふれあい交流館 - 百年記念塔 (1.5km)。沢沿いの天然林では春にエンレイソウやニリンソウなどが見られ、開拓跡地の草原から百年記念塔を望むことができる。
記念塔連絡線
文教通 - ふれあいコース分岐 (1.6km)。開拓跡地の草原やカラマツの防風林、沢沿いの天然林が見られるコース。秋にはススキの群落やナナカマド並木の紅葉が楽しめる。
開拓の沢線
北海道博物館前駐車場 - 開拓の村 (0.5km)。沢沿いの天然林の中を縫う小道で、オオウバユリやエゾゴバナなどの花や沢付近では様々なシダ植物を見ることができる。
瑞穂連絡線
中央線分岐 - 瑞穂の池園地 (1.6km)、百年記念塔 - 瑞穂の池園地 (1.9km)。人工林や広葉樹の二次林、うっそうとした針広混交林、林床の草花といった豊かな森の姿を見ることができ、水穂の池では水鳥の観察を楽しむことができる。
基線
瑞穂口 - 登満別園地 (3.6km)。トドマツなどの人工林がつづく平坦な道。
瑞穂線
瑞穂口 - 開拓の村 (1.7km)。開拓の村付近から瑞穂の池園地にかけては天然林となっており、野鳥に出会うことも多い。
中央線
大沢口 - トド山口 (5.1km)。西側の開拓跡地では、昔の天然林の姿に再生する植樹が行われている。東側にはトドマツやトウヒなどの人工林が見られる。
下野幌線
瑞穂口 - 中央線分岐 (3.6km)。トドマツやカラマツの人工林、広葉樹林、針広混交林など多様な森の姿を見ることができる。
登満別線
登満別園地 - 中央線分岐 (3.8km)。トドマツや広葉樹からなる天然林に沢や小さな沼が点在している。

## 施設
- 北海道百年記念塔 - 老朽化に伴い2023年8月解体された。
- 北海道博物館 - 自然史系の学芸員が配置されている総合博物館。
- 北海道開拓の村
- 北海道立埋蔵文化財センター
- 自然ふれあい交流館 - 2001年（平成13年）4月28日オープン[15]。野幌森林公園や北海道の自然に関する情報の提供や交流ができるビジターセンターとなっている[21][22]。

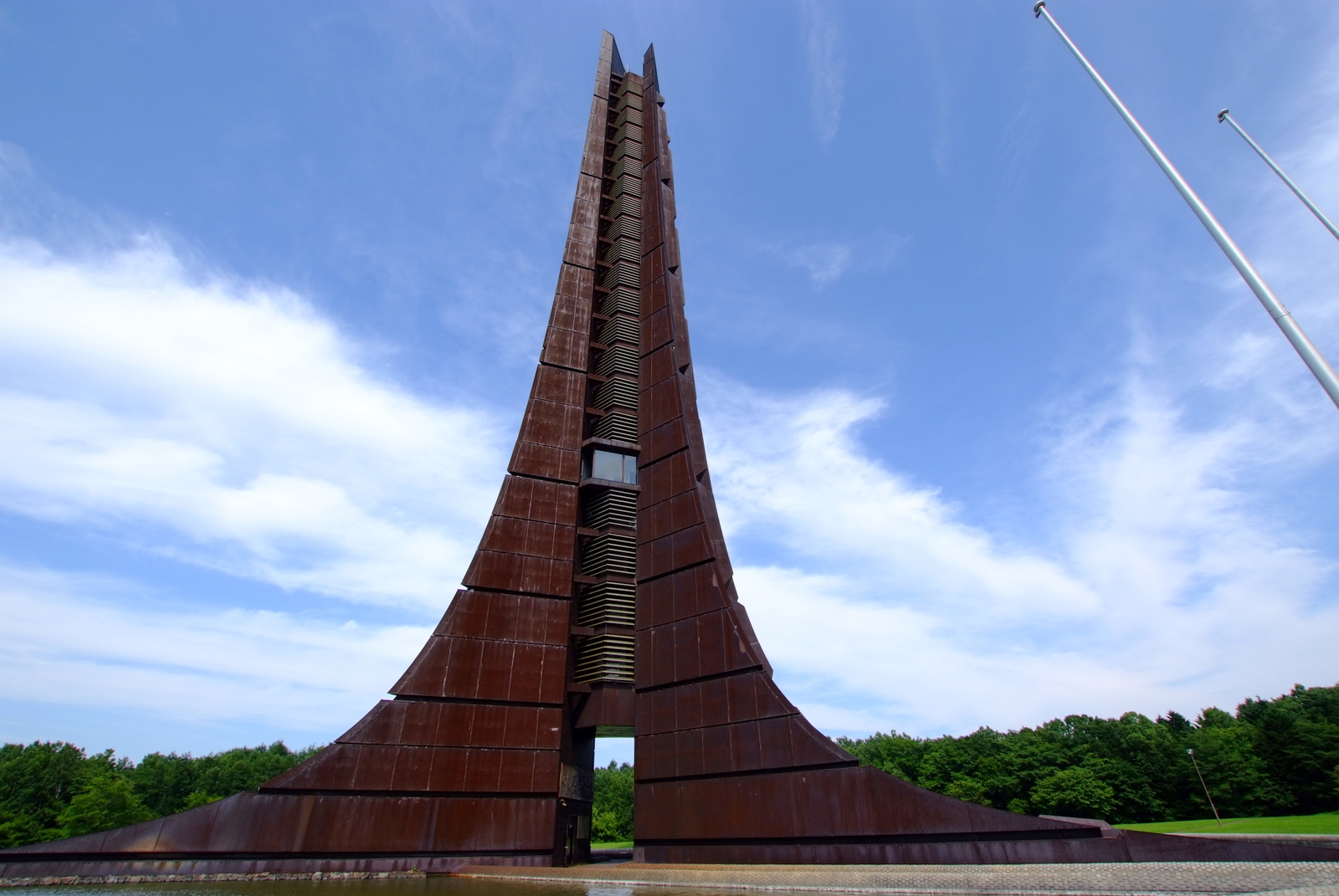
北海道百年記念塔（2009年8月）
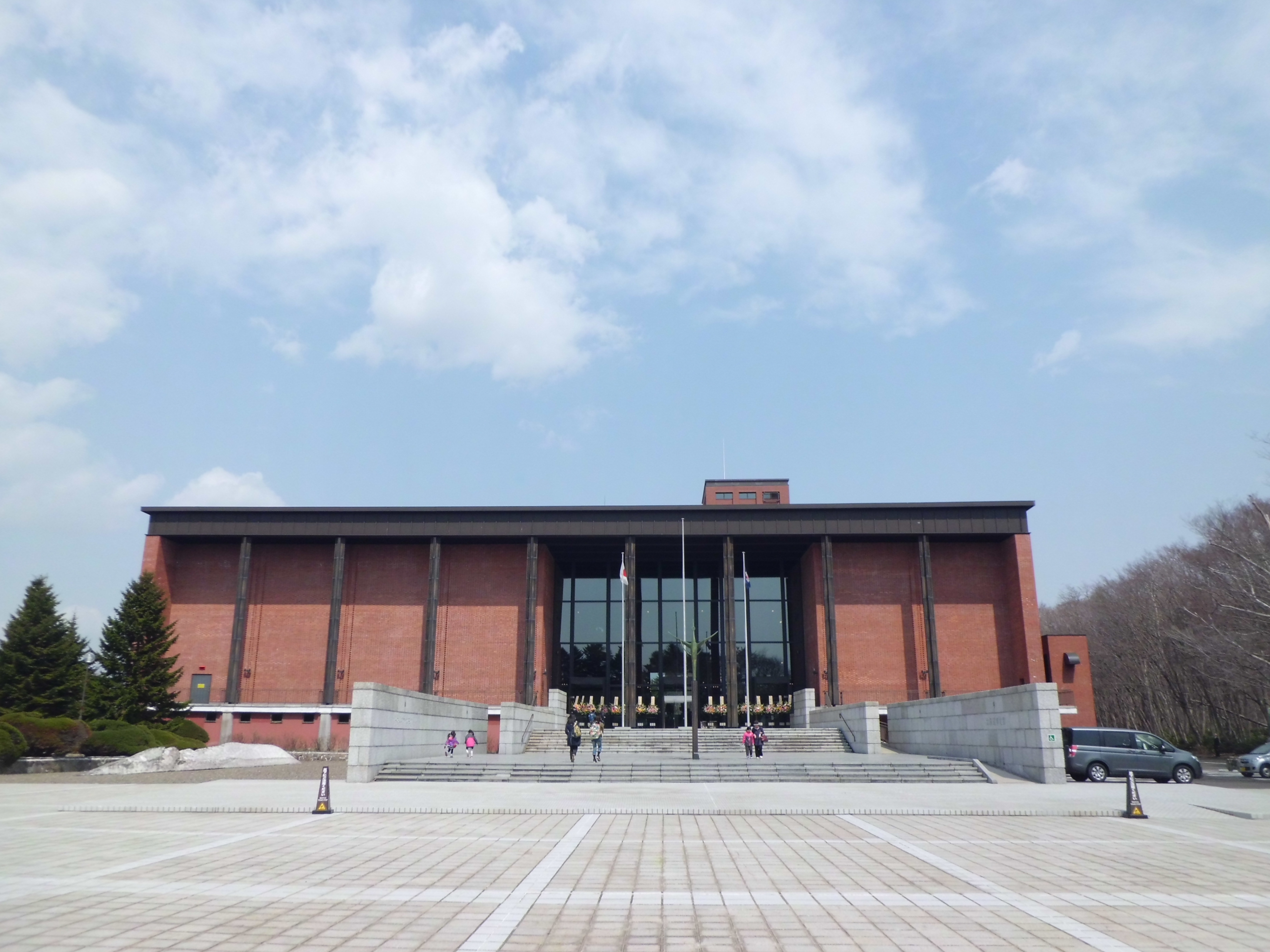
北海道博物館（2015年4月）
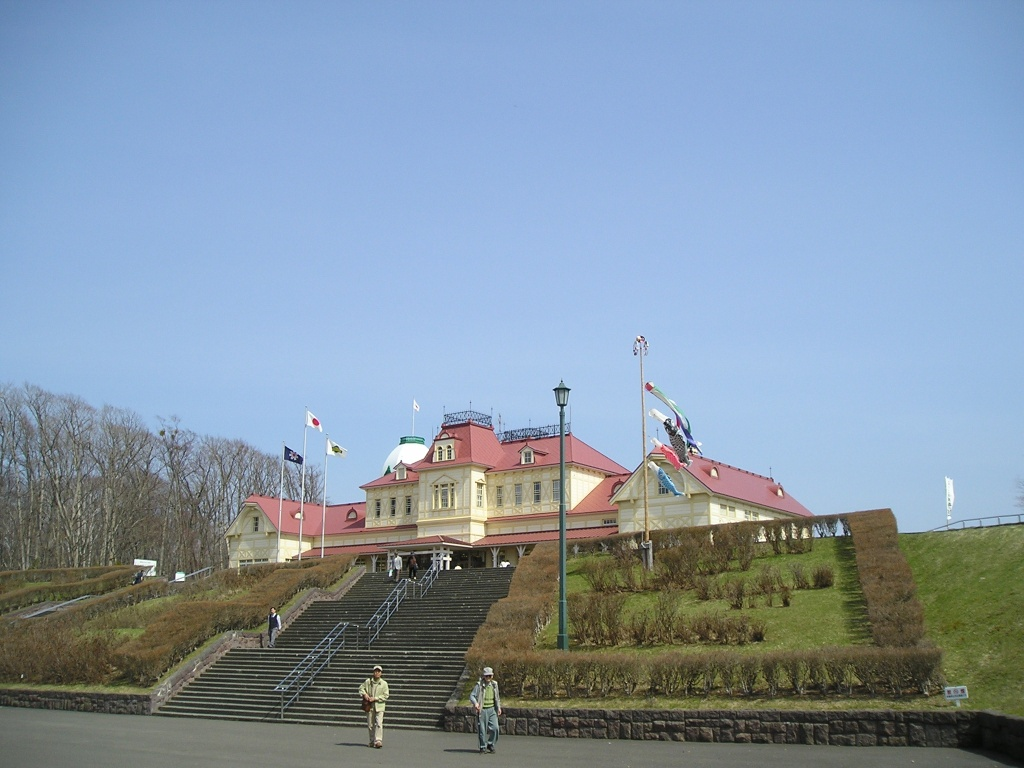
北海道開拓の村管理棟（旧札幌停車場）（2006年5月）
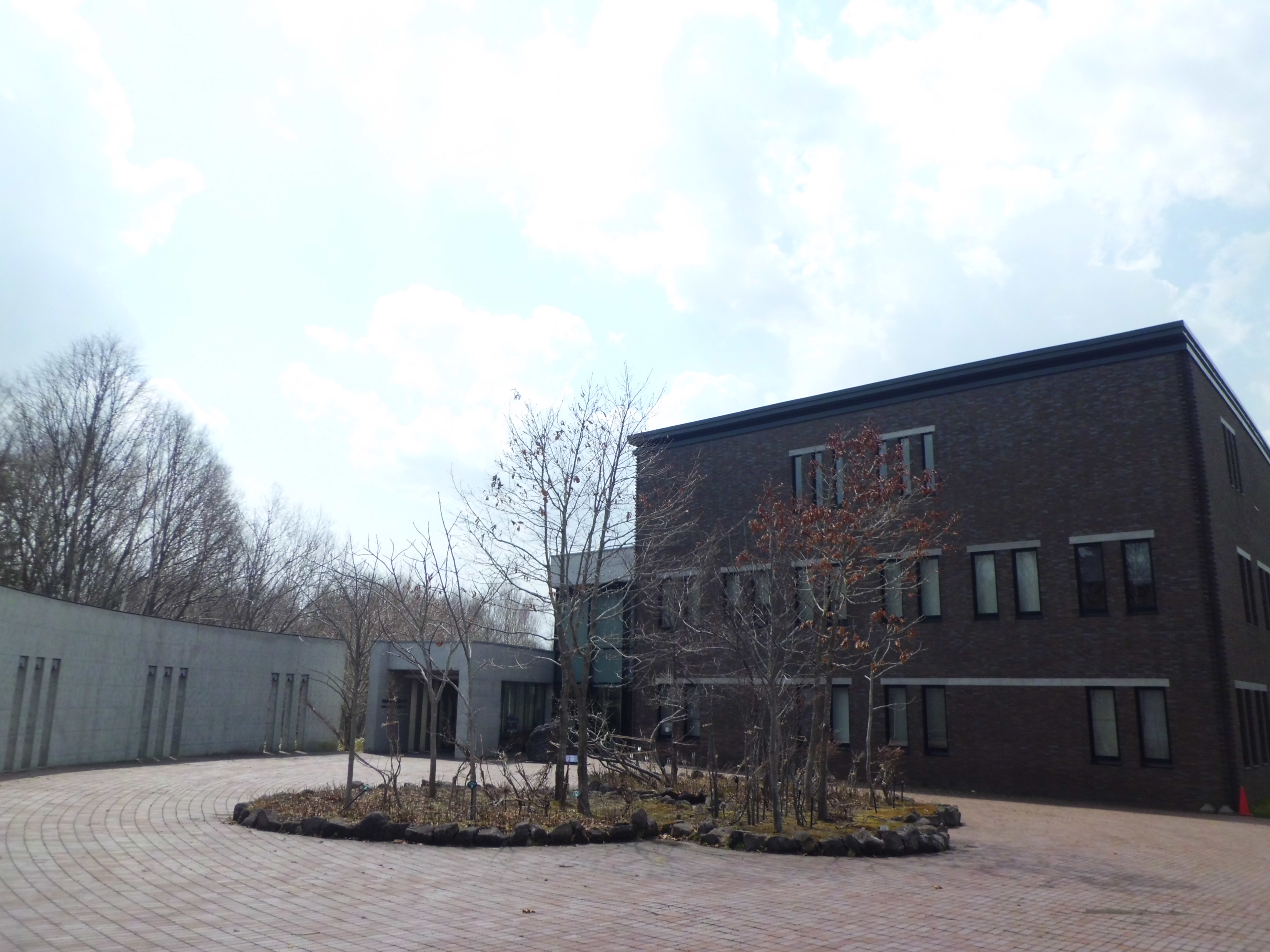
北海道立埋蔵文化財センター（2015年4月）

## アクセス
記念塔口
- 北海道博物館・北海道開拓の村への最寄口。
  - 北海道旅客鉄道（JR北海道）
    - 新札幌駅からバスで約13分。
    - 森林公園駅から徒歩で約20分。
    - 札幌駅からJRとバスで約30分。

  - 新千歳空港からJRとバスで約40分。

大沢口
- 自然ふれあい交流館への最寄口。
  - 北海道旅客鉄道（JR北海道）新札幌駅からバスと徒歩で約25分。
  - 北海道旅客鉄道（JR北海道）大麻駅から徒歩で約20分。

瑞穂口
- 瑞穂池への最寄口。
  - 北海道旅客鉄道（JR北海道）新札幌駅からバスと徒歩で約25分。

登満別口
- 北海道旅客鉄道（JR北海道）野幌駅からバスと徒歩で約40分。

トド山口
- 北海道旅客鉄道（JR北海道）新札幌駅からバスと徒歩で約17分。